# Предгорный (Бийский район)
Предгорный — посёлок в Бийском районе Алтайского края России. Входит в состав Сростинского сельсовета.
Расположен в 8 км к северо-западу от центра сельского поселения, села Сростки. 

## История
В 1966 г. Указом Президиума ВС РСФСР посёлок центральной усадьбы Сростинского откормочного совхоза переименован в Предгорный.
В Всероссийской переписи 2002 года указан как входящий в Малоенисейский сельсовет.
Посёлок входит в муниципальное образование «Светлоозёрский сельсовет» согласно муниципальной и административно-территориальной реформе 2007 года.

## Население
| 2004 | 2005 | 2006 | 2007 | 2008 | 2009 | 2010 | 2011 | 2012 |
| ---- | ---- | ---- | ---- | ---- | ---- | ---- | ---- | ---- |
| 190  | ↘147 | ↗150 | ↗162 | ↘138 | ↗144 | ↘105 | →105 | ↘92  |
| 2013 |      |      |      |      |      |      |      |      |
| ↗97  |      |      |      |      |      |      |      |      |

национальный состав
Согласно результатам переписи 2002 года, в национальной структуре населения русские составляли 80 % от 148 жителей.

## Инфраструктура
Функционируют: фельдшерско-акушерский пункт, сельский клуб.
В советское время был известен как центр Сростинского откормочного совхоза.

## Транспорт
Просёлочная дорога.